# Saint Lawrence (Malta)
Saint Lawrence (em maltês San Lawrenz), é um povoado da ilha de Gozo, no arquipélago de Malta. Possui uma população de apenas 599 habitantes, a segunda menor de Gozo e a terceira entre as ilhas maltesas.
O time de futebol local é o St.Laurence Spurs F.C., que disputa a Segunda Divisão do Campeonato Maltês.